# Marquesado de Tenerife
El marquesado de Tenerife es un título nobiliario español creado por la reina regente María Cristina de Habsburgo-Lorena y concedido, en nombre del rey Alfonso XIII, al militar y político Valeriano Weyler y Nicolau, el 11 de julio de 1887 por real decreto y el 12 de octubre del mismo año por real despacho. 
Su denominación hace referencia a la isla de Tenerife, perteneciente al archipiélago de las Canarias. 

## Historia
Valeriano Weyler y Nicolau, fue, como militar, capitán general de Canarias, Cuba, Filipinas y Cataluña. También, como político, fue ministro de la Guerra.
Se le otorgó la Gran Cruz del Mérito Militar, San Hermenegildo, María Cristina, Carlos III, etc. y recibió la Cruz Laureada de San Fernando, máxima condecoración del estamento militar.
Como capitán general de Canarias, de 1878 a 1883, impulsó la construcción del edificio de la Capitanía General de Canarias en Santa Cruz de Tenerife, y la construcción del Gobierno Militar en Las Palmas de Gran Canaria.
Tras ser recibir el título de duque de Rubí el 29 de octubre de 1920, en 1923 cedió el marquesado a su segundogénito, Valeriano. Tras la muerte de este y de su hermano mayor, el título regresó a la línea principal de la familia.

## Marqueses de Tenerife
|                           | Titular                          | Periodo                   |
| Creación por Alfonso XIII | Creación por Alfonso XIII        | Creación por Alfonso XIII |
| ------------------------- | -------------------------------- | ------------------------- |
| I                         | Valeriano Weyler y Nicolau       | 1887-1923                 |
| II                        | Valeriano Weyler y Santacana     | 1923-1931                 |
| III                       | Fernando Weyler y López de Puga  | 1953-1998                 |
| IV                        | Fernando José Weyler y Sarmiento | 1999-actual titular       |

## Historia de los marqueses de Tenerife

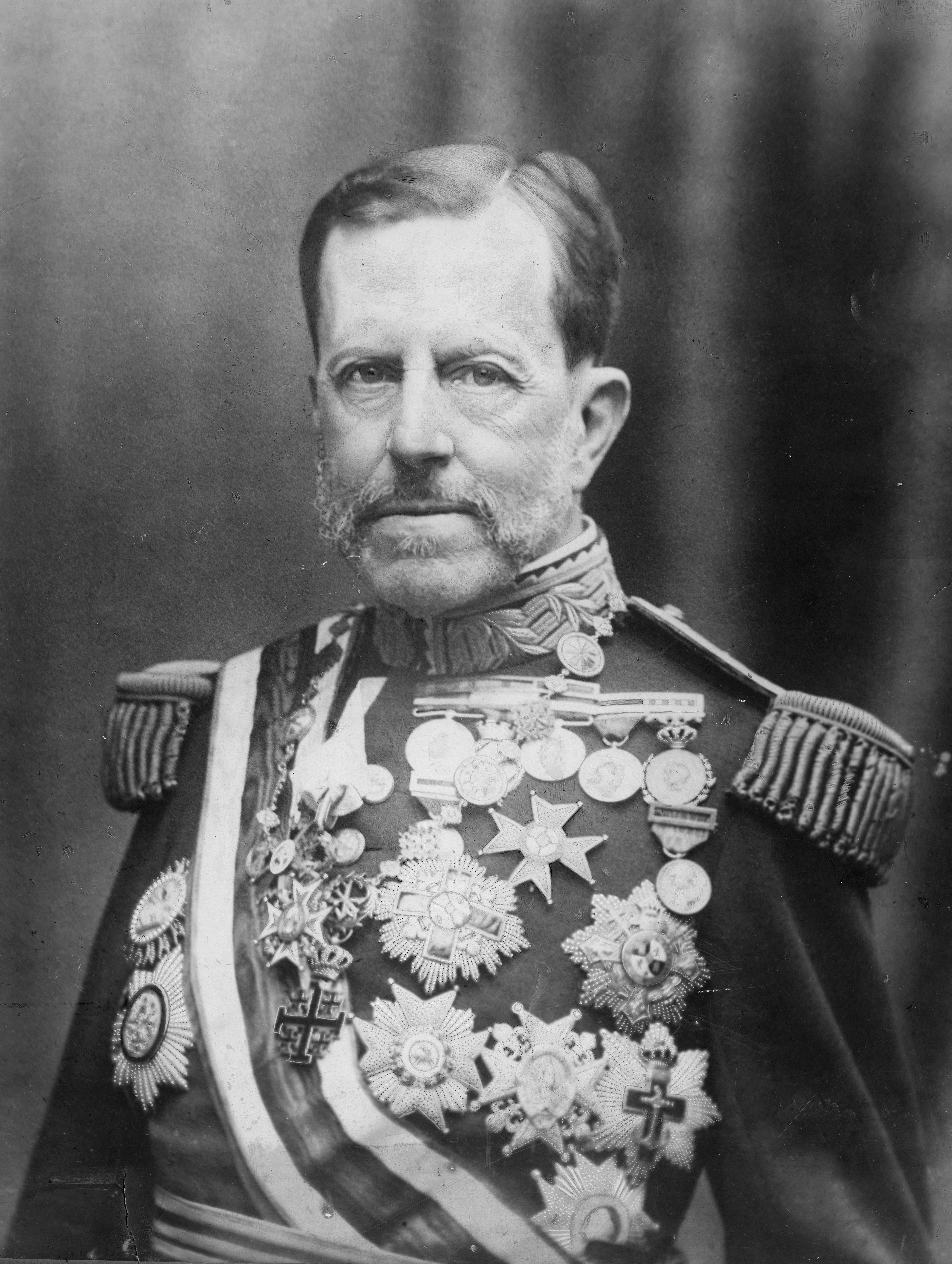
Valeriano Weyler y Nicolau, I marqués de Tenerife, I duque de Rubí.

- Valeriano Weyler y Nicolau (1838-1930), i marqués de Tenerife, i duque de Rubí.

1. Casó con Teresa Santacana y Bargallo. Le sucedió, por cesión, su segundo hijo varón:

- Valeriano Weyler y Santacana (1887-1931), ii marqués de Tenerife.

1. Le sucedió su sobrino:

- Fernando Weyler y López de Puga (m. 1998), iii marqués de Tenerife.

1. Casó con María de las Mercedes Sarmiento y Vega. Le sucedió su hijo:[1]

- Fernando José Weyler y Sarmiento, iv marqués de Tenerife.